# Doxifluridin
Doxifluridin ist ein Analogon des Nukleosids Uridin und ein Arzneistoff, welcher als Zytostatikum in der Chemotherapie verwendet wird.

## Pharmakokinetik
Doxifluridin wird metabolisiert zu 5-Fluoruracil und 5,6-Dihydrofluoruracil. Die orale Bioverfügbarkeit beträgt 34–47 %.

## Nebenwirkungen
Doxifluridin wirkt zellschädigend. Es ist karzinogen (es kann Krebs erzeugen), mutagen (kann vererbbare Schäden verursachen) und teratogen (kann das Kind im Mutterleib schädigen).
Abhängig von der Dosis kann es zu Durchfall, Übelkeit, Erbrechen, Appetitlosigkeit, Schleimhautreizungen und Blutveränderungen kommen.